# 2018년 종영된 예능 프로그램 목록
다음은 2018년에 대한민국의 텔레비전에서 방송한 예능 프로그램을 나열한 목록이다.

## 2018년 종영 예능 목록
| 작품명                                       | 출연자                                                                                         | 방송국 |
| -------------------------------------------- | ---------------------------------------------------------------------------------------------- | ------ |
| 2018 KBS 가요대축제                          |                                                                                                | KBS    |
| 2018 KBS 연예대상                            |                                                                                                | KBS    |
| 어송포유5                                    | 려욱                                                                                           | KBS    |
| 1 대100                                      | 조충현                                                                                         | KBS    |
| 파리로 가는 길                               | 정형돈, 김풍, 이채영                                                                           | KBS    |
| 대화의 희열                                  | 유희열, 감원국, 김중혁, 다니엘                                                                 | KBS    |
| 콘서트 7080                                  | 배철수                                                                                         | KBS    |
| 모모 문고                                    |                                                                                                | KBS    |
| 대싱 하이                                    | 이기광, 호야, 이승훈, 리아킴, 저스트절크                                                       | KBS    |
| 보이스 어벤져스                              | 김태균, 김준현, 정성호                                                                         | KBS    |
| 쌤의 전쟁                                    | 김성주                                                                                         | KBS    |
| 어머니와 고등어                              | 전현무, 유세윤, 노사연 외                                                                      | KBS    |
| 도시 전설                                    | 러블리즈, 우주소녀                                                                             | KBS    |
| 엄마 아빠는 외계인                           | 김용만, 박시연, 지상렬, 양재웅                                                                 | KBS    |
| 거기가 어딘데??                              | 지진희, 차태현, 양배추, 배정남                                                                 | KBS    |
| 하룻밤만 재워줘                              | 이상민, 김종민                                                                                 | KBS    |
| 1%의 우정                                    | 배철수, 안정환, 김희철                                                                         | KBS    |
| 나물 캐는 아저씨                             | 안정환, 추성훈, 김준현, 샘오취리, 김응수, 최자                                                 | KBS    |
| 건반 위의 하이에나                           | 정형돈, 정재형                                                                                 | KBS    |
| 세월호 4주기 추모 음악회 기억 그리고 다시 봄 |                                                                                                | KBS    |
| 김생민의 영수증                              | 김생민, 송은이, 김숙                                                                           | KBS    |
| 아이돌 리부팅프로젝트더 유닛                 | 비, 황치열, 현아, 태민, 산이, 조현아                                                           | KBS    |
| 발레교습소 백조클럽                          | 서장훈, 박주미, 오윤아, 김성은, 왕지원, 성소                                                   | KBS    |
| 2018 SBS 연예대상                            |                                                                                                | SBS    |
| 2018 SBS 가요대전                            |                                                                                                | SBS    |
| 걷는 재미에 빠지다 두발라이프                | 이수근, 유진                                                                                   | SBS    |
| 펫츠고! 댕댕트립                             | 문정희, 강예원                                                                                 | SBS    |
| 더 팬                                        | 유희열, 보아, 이상민, 김이나                                                                   | SBS    |
| 제 39회 청룡영화상                           |                                                                                                | SBS    |
| 미추리 8-1000                                | 유재석, 김상호, 양세형, 장도연, 손담비, 임수강기영, 제니, 송강                                 | SBS    |
| 낭만시장 2018                                |                                                                                                | SBS    |
| 빅피처패밀리                                 | 차인표, 박찬호, 류수영, 우효광                                                                 | SBS    |
| 가로채널                                     | 강호동, 양세형, 소유진, 김종민, 심용환, 전범선, 토마스                                         | SBS    |
| 무확행                                       | 서장훈, 이상민, 김준호, 이상엽                                                                 | SBS    |
| 폼나게 먹자                                  | 이경규, 김상중, 채림, 로꼬                                                                     | SBS    |
| 당신에게 유리한 밤! 야간개장                 | 성유리, 서장훈, 붐, 나르샤                                                                     | SBS    |
| 요고바라 - 요즘 고딩들의 바깥 라이프!        | 엄지, 윤산하                                                                                   | SBS    |
| 축제로구나                                   | 김풍, 주호민, 심윤수, 이말년                                                                   | SBS    |
| 맛있는 이야기 음담패썰                       | 최현석, 정창욱                                                                                 | SBS    |
| 스쿨어택 2018                                |                                                                                                | SBS    |
| 재주남녀                                     | 김민성, 김수빈, 김재형, 김지연, 선은지, 손현우, 원수정, 이상수, 장한별                         | SBS    |
| 신인왕 방탄소년단-채널방탄                   | 방탄소년단                                                                                     | SBS    |
| 외식하는 날                                  | 강호동, 김영철                                                                                 | SBS    |
| 슈퍼모델 2018 서바이벌                       |                                                                                                | SBS    |
| 로맨스 패키지                                | 전현무, 임수향                                                                                 | SBS    |
| 여자Plus2                                    | 윤승아, 이현이, 장도연, 라비                                                                   | SBS    |
| 꿈꾸는 나라, 미얀마                          |                                                                                                | SBS    |
| 싱글와이프 2                                 | 박명수, 이유리, 정만식, 린다전, 김정화, 유은성, 서경석, 유다솜, 임백천, 김연주, 정성호, 경맑음 | SBS    |